# Parti de l'Alliance des Bergers
Le Parti de l'Alliance des Bergers (Shepherds' Alliance Party) est un parti politique du Vanuatu.
Il fut fondé en 2008 dans le but de « représenter la voix des dirigeants traditionnels ». Son nom désigne à la fois les Îles Shepherd et l'idée selon laquelle les chefs traditionnels seraient tels des bergers, s'occupant de leur 'troupeau' (la population). Le parti insiste sur la valeur de la coutume (kastom), et souhaite que chaque communauté ait un nakamal (lieu de réunion) permettant de consolider le rôle des chefs et de promouvoir des discussions sur la coutume et le développement.
Son programme pour la campagne des élections législatives de 2008 s'appuya notamment sur les propositions suivantes : abolir les gouvernements provinciaux, et les remplacer par des autorités plus locales, par exemple au niveau des villages ; instaurer la gratuité de l'école primaire ; réserver aux ni-Vanuatu toute entreprise commerciale d'une valeur de moins de cent millions de vatu ; s'assurer que les ni-Vanuatu puissent obtenir des prêts des banques commerciales ; accroître le salaire minimum ; promouvoir le rôle des femmes en entreprise ; intégrer la coutume au droit ; établir un port à Tanna et dans les Îles Banks. En outre, le parti proposa des amendements constitutionnels destinés à officialiser le rôle des chefs en politique : faire que le Président de la République soit choisi par les chefs ; faire que les chefs « décident qui peut être candidat aux élections législatives » ; faire que tout projet de loi doive être soumis au Malvatumari (conseil des chefs) avant d'être examiné par le Parlement.
Le parti eut un élu aux élections de 2008 : Abel David, élu député de la circonscription de Port Vila (la capitale).

Représentation au Parlement :
| Élection | Sièges         |
| -------- | -------------- |
| 2008     | 1 (Abel David) |